# معاذ بن ماعص
معاذ بن ماعص بن قيس بن خلدة الخزرجي الأنصاري صحابي جليل من قبيلة الخزرج من الأنصار شهد مع النبي محمد ﷺ غزوة بدر وغزوة أحد ويوم بئر معونة وقُتِل فيها شهيداً، وهو أخو الصحابي عائذ بن ماعص.